# The Jeff Beck Group
The Jeff Beck Group — британская рок-группа, созданная в Лондоне в январе 1967 года гитаристом Джеффом Беком, бывшим участником группы Yardbirds. Их новаторский подход к тяжёлому звучанию блюза и ритм-н-блюза оказал немалое влияние на популярную музыку.

## История

### 1966—1969
The Jeff Beck Group была создана в Лондоне в начале 1967 года Джеффом Беком после его ухода из группы Yardbirds. Кроме самого Бека, группа включала вокалиста Рода Стюарта, ритм-гитариста Ронни Вуда; бас-гитаристы и барабанщики в ней регулярно менялись.
Первыми басистами были Джет Харрис и Дэйв Амброз, барабанщиками Клем Каттини и Вив Принс. Состав был непостоянным, в частности, сменилось не менее четырёх барабанщиков пока, в конечном итоге Бек не остановил выбор на Эйнсли Данбаре, а Рон Вуд был переведён на бас. Этот состав провёл большую часть 1967 года в выступлениях по клубам Великобритании и появился несколько раз на BBC Radio. Бек подписал личный контракт с продюсером и менеджером Микки Мостом, которые не были заинтересованы в группе, а только в Беке как сольном исполнителе.
В течение 1967 года группа выпустила три сингла в Европе и два в США. Первый и самый успешный сингл «Hi Ho Silver Lining» (достиг #14 в UK Singles Chart) на второй стороне содержал инструментальную композицию «Beck’s Bolero», которая была записана несколькими месяцами ранее при участии Джимми Пейджа на ритм-гитаре, Джона Пола Джонса на бас-гитаре, Кита Муна на ударных и Ники Хопкинса на фортепиано.
В 1968 году вместо Данбара за ударную установку сел Мики Уоллер, ранее игравший в John Mayall & the Bluesbreakers. В новом составе в этом же году группа выпустила дебютный долгоиграющий альбом под названием Truth, который стал одной из лучших работ во всей карьере Бека. Альбом достиг # 15 в США. В записи этого альбома, помимо основных членов группы, приняли участие Кит Мун, Джон Пол Джонс и Ники Хопкинс. Считается, что звучание этого альбома стало своеобразным ориентиром для первого альбома группы Led Zeppelin. А композиция Bилли Диксона «You Shook Me», которая вошла в Truth и которую Джимми Пейдж немного позже включил в альбом Led Zeppelin, стала причиной обвинений Led Zeppelin в краже идеи Бека. Пейдж же в интервью в 1977 году рассказал, что он впервые услышал версию Бека уже после записи песни, так что причиной, по которой обе группы записали песню, он назвал похожие музыкальные вкусы.
Спустя некоторое время Мики Уоллер был заменён на Тони Ньюмэна, а клавишник Ники Хопкинс, участвовавший в записи Truth, стал полноправным участником группы. В июне 1969 года в новом составе группа выпустила свой второй альбом Beck-Ola, также оказавшийся весьма успешным. В августе 1969 года Jeff Beck Group должна была принять участие в знаменитом музыкальном фестивале в Вудстоке, однако выступление группы не состоялось. За несколько дней до фестиваля Ники Хопкинс покинул группу, и остальные участники решили не продолжать без него. Тем не менее Хопкинс в конце концов сыграл на Вудстоке с Jefferson Airplane. В декабре 1969 года, после того, как Джефф отказался заменить в The Rolling Stones умершего гитариста Брайана Джонса, Бек попал в автомобильную аварию, которая чуть не положила конец его карьере. Среди других травм он получил перелом черепа, который был настолько серьёзным, что ему пришлось приостановить карьеру почти на год, чтобы нормально восстановиться.

### 1970—1972
В мае 1970 года, когда Джефф Бек наконец оправился от травм, полученных в автокатастрофе, он поехал вместе с барабанщиком Кози Пауэллом и продюсером Микки Мостом в Детройт в легендарную студию Hitsville U.S.A., принадлежащую Motown Records, чтобы записать все хиты Motown в основном как инструментальный альбом. Они работали вместе с командой авторов песен, стоящей за лучшими хитами Motown, и сессионной группой The Funk Brothers, записав около десяти демо-треков, оставшихся неизданными. «Я хотел создать группу, которая понимала бы дух Motown, а затем придать ей больше энергии. Но в Motown мы всё дальше и дальше отходили от рока, потому что они этого не понимали», — рассказал Джефф в интервью журналу Rolling Stone.
В апреле 1971 года по настоянию звукозаписывающего лейбла Джефф воссоздал The Jeff Beck Group, на этот раз в новом составе. В частности, новым ударником группы стал Кози Пауэлл, а место Рода Стюарта у микрофонной стойки занял Бобби Тенч. Запись альбома Rough and Ready проходила в то время, когда Джефф не до конца восстановился после аварии, и альбом получился неудачным. Об этом альбоме сам Бек говорит так:

Это была ошибка. Я только что восстановился после автомобильной аварии. Ничего серьезного, никаких повреждений мозга или чего-то еще, и я не был недееспособен более трех месяцев, но вернуться в комнату, полную людей, играющих громкие звуки, было ужасным опытом. И я никогда не понимал, что меня заставляли играть песни, на которые я бы и не взглянул в нормальном состоянии. Я просто хотел бы, чтобы этот альбом [Rough & Ready, 1971] исчез.
Оригинальный текст (англ.)That was a mistake. I was just recovering from a car crash. It wasn’t severe, no brain damage or anything, and I wasn’t incapacitated for more than about three months, but going back into a room full of people playing loud noises was a horrible experience. And I never realised I was being coerced into playing songs that I wouldn’t be looking at normally. I just wish that album [Rough & Ready, 1971] would go away.

Критики отдали должное игре Бека, но вокальные партии Тенча назвали слабыми.
В мае 1972 года был выпущен четвёртый альбом под названием Jeff Beck Group. Так же, как и предшественник, он не снискал большой популярности у современников. Однако по мнению журнала Classic Rock, он является одним из лучших рок-альбомов 1972 года.
24 июля 1972 года группа была официально распущена, при этом менеджментом было сделало следующее заявление: «Слияние музыкальных стилей различных участников было успешным с точки зрения отдельных музыкантов, но они не чувствовали, что это привело к созданию нового музыкального стиля такой силы, которую они искали изначально».

## Дискография
- 1968 — Truth
- 1969 — Beck-Ola
- 1971 — Rough and Ready
- 1972 — Jeff Beck Group